# Ana e Malit
Ana e Malit is een plaats en voormalige gemeente in de stad (bashkia) Shkodër in de prefectuur Shkodër in Albanië. Sinds de gemeentelijke herindeling van 2015 doet Ana e Malit dienst als deelgemeente en is het een bestuurseenheid zonder verdere bestuurlijke bevoegdheden. De plaats telde bij de census van 2011 3858 inwoners.
Ana e Melit bestond uit de volgende dorpen: Bobot, Dramosh, Muriqan, Oblikë, Oblikë e Sipërme, Obot, Shtuf, Vallas, Velinaj en Vidhgar